# Ulf Ellervik
Ulf Christian Ellervik, född 7 december 1969 i Linköping, är professor i organisk kemi vid Lunds tekniska högskola.

## Biografi
Ellervik forskar främst med kolhydrater, bland annat ögondroppar mot virus-sjukdomen epidemiskt keratokonjunktivit (EKC), och kolhydraten xylos som botemedel mot cancer.  
Under 2011 belönades Ellerviks bok Ond kemi med Pi-priset, som delas ut till författaren av den bok som ...skriven på svenska och hålla hög pedagogisk kvalité samt inspirera till fördjupad fascination för det vetenskapliga förhållningssättet till världen i upplysningstraditionens anda.... I motiveringen nämns: ...Med stor sakkunskap, lätt handlag, entusiasm och glimten i ögat lär författaren oss vad kemi inte bör användas till...Med den goda folkbildarens pedagogiska klarhet...
Ellervik var sommarpratare 4 juli 2012 och var en av gästerna i tv-talksowen Skavlan den 1 februari 2013. Ellervik skriver regelbundet populärvetenskapliga artiklar för bland annat Kemivärlden Biotech/Kemisk Tidskrift. 2013 behandlade han de sju dödssynderna ur ett kemiskt perspektiv.
I juni 2018 invaldes Ellervik som ledamot i Kungliga Vetenskapsakademien i dess klass 10, klassen för humaniora och för framstående förtjänst inom vetenskap.
Ulf Ellerviks näsa finns att betrakta i avgjuten form på Nasoteket i AF-borgen (Café Athen) i Lund.